# 澳洲副鰻鯰
澳洲副鰻鯰（學名：Paraplotosus butleri）為輻鰭魚綱鯰形目鰻鯰科的其中一種，分布於澳洲北部海域，體長可達32.5公分，為底棲性魚類，棲息在珊瑚礁，屬肉食性，夜間活動，以甲殼類、腹足類等為食。